# Martin Drescher (Politiker, 1925)
Martin Drescher (* 12. August 1925 in Berlin; † 26. März 2000 ebenda) war ein deutscher Politiker (SPD).
Martin Drescher besuchte eine Mittelschule. Ab 1943 wurde er zum Reichsarbeitsdienst und anschließend als Soldat zur Wehrmacht einberufen.
Nach dem Zweiten Weltkrieg besuchte Drescher bis 1948 eine Ingenieurschule und arbeitete anschließend als Ingenieur in einem Großunternehmen. 1946 trat er der SPD bei. Bei der Berliner Wahl 1954 wurde er in die Bezirksverordnetenversammlung im Bezirk Schöneberg gewählt. Bei der folgenden Wahl 1958 wurde er in das Abgeordnetenhaus von Berlin gewählt. 1963 schied Drescher aus dem Parlament aus.